# 宗庙 (首尔特别市)
宗庙（韩语：／ Jongmyo）是供奉朝鲜王朝君主和王妃的灵位的太庙，1394年由朝鲜太祖李成桂下令修建。作为世界最古老的皇家儒教祠庙，宗庙於1995年獲列入世界遗产。宗庙每年在5月份的第一个星期天举行祭祀朝鲜歷代君主和王妃的儒教仪式——宗庙祭礼。宗庙祭礼的音乐是朝鲜宫廷音乐的一种，被称为“宗庙祭礼乐”。宗庙祭礼和宗庙祭礼乐2001年被联合国教科文组织列入人类非物质文化遗产代表作名录。

## 历史
宗庙制度在朝鲜半岛最早由新罗从中国引进。
韩国首尔的宗庙1394年由朝鲜太祖李成桂下令修建，宗庙的主殿叫「宗殿」。宗殿最初由7庙组成（源于《礼记·王制》「天子七庙」），每个庙代表一位朝鲜君主和他的王妃。世宗大王在位期间对宗庙进行了扩建，修建了「永宁殿」。随着朝鲜王朝的延续，宗庙被后来的朝鲜王朝君主由西向东不断扩建，以容纳新增加的神龛。目前的宗庙一共有19个神龛，供奉有19位朝鲜王朝君主和30位王妃的灵位。万历朝鲜战争期间，宗庙被日軍烧毁。供奉的灵位由于被隐藏在平民家中而逃过劫难。1601年，宗庙被重建后，灵位被放回原处。
1970年，大韓帝國最後一位皇太子，懿愍皇太子李垠病逝。李垠不曾成為朝鮮國王或者皇帝，他的牌位本來沒有資格放入永寧殿。不過，因為永寧殿還留有最後一個空位，再加上獲得時任韓國總統朴正熙的允許，李垠的牌位不另設祠堂供奉，而得以放進永寧殿。

## 建築
- 正殿：祭祀朝鮮王朝的君主

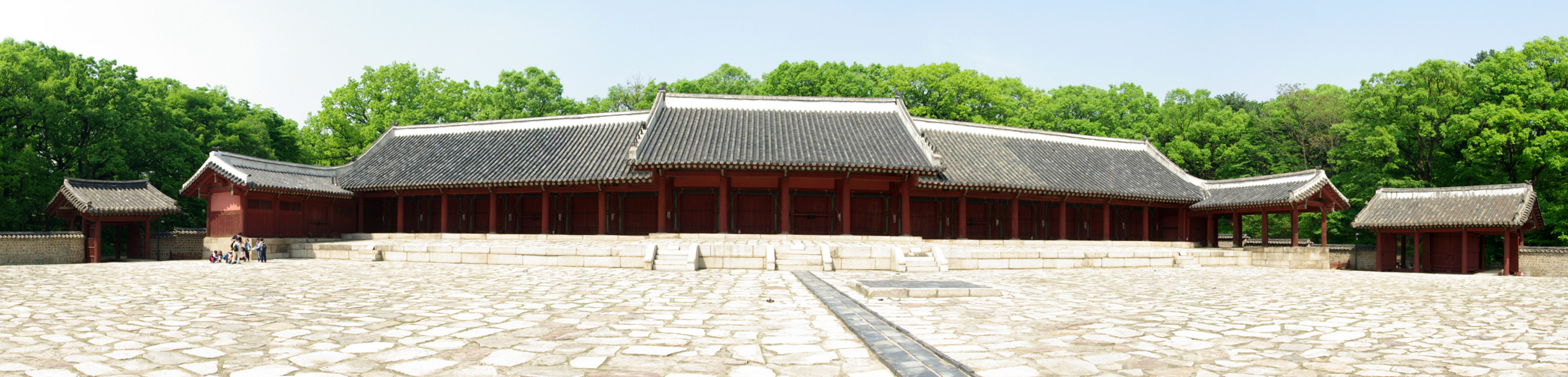
永寧殿

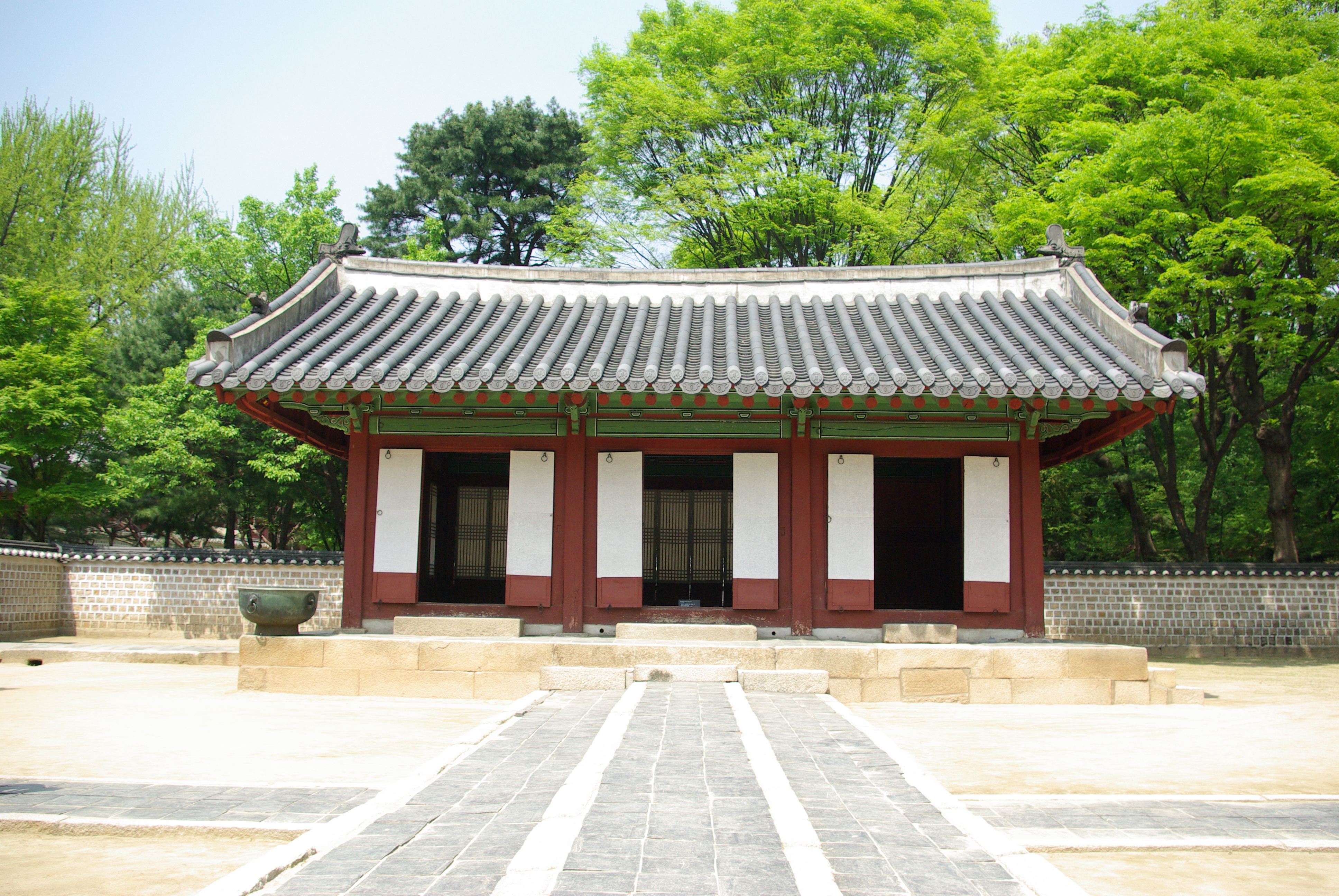
御齋室

- 永寧殿：西側別廟，屬於祧廟；祭祀朝鮮王朝先祖、追尊君主，或者從正殿祧遷出來的君主
- 功臣堂：祭祀朝鮮王朝83位功臣
- 齋室：準備沐浴、祭儀的場所
- 典祀廳：保管祭器、祭具的倉庫
- 樂工廳：演奏祭祀音樂的樂師待命的地方

## 牌位配置

### 正殿
| 廟室   | 王/皇帝    | 王后/皇后  | 配享功臣                                           |
| ------ | ---------- | ---------- | -------------------------------------------------- |
| 第1室  | 太祖高皇帝 | 神懿高皇后 | 趙浚、義安大君、南在、李濟、李之蘭、南誾、趙仁沃   |
| 第1室  | 太祖高皇帝 | 神德高皇后 | 趙浚、義安大君、南在、李濟、李之蘭、南誾、趙仁沃   |
| 第2室  | 太宗大王   | 元敬王后   | 河崙、趙英茂、鄭擢、李天祐、李來                   |
| 第3室  | 世宗大王   | 昭憲王后   | 黃喜、崔潤德、許稠、申槩、李隨、讓寧大君、孝寧大君 |
| 第4室  | 世祖大王   | 貞熹王后   | 權擥、韓確、韓明澮                                 |
| 第5室  | 成宗大王   | 恭惠王后   | 申叔舟、鄭昌孫、洪應                               |
| 第5室  | 成宗大王   | 貞顯王后   | 申叔舟、鄭昌孫、洪應                               |
| 第6室  | 中宗大王   | 端敬王后   | 朴元宗、成希顏、柳順汀、鄭光弼                     |
| 第6室  | 中宗大王   | 章敬王后   | 朴元宗、成希顏、柳順汀、鄭光弼                     |
| 第6室  | 中宗大王   | 文定王后   | 朴元宗、成希顏、柳順汀、鄭光弼                     |
| 第7室  | 宣祖大王   | 懿仁王后   | 李浚慶、李滉、李珥                                 |
| 第7室  | 宣祖大王   | 仁穆王后   | 李浚慶、李滉、李珥                                 |
| 第8室  | 仁祖大王   | 仁烈王后   | 李元翼、申欽、金瑬、李貴、申景禛、李曙、綾原大君   |
| 第8室  | 仁祖大王   | 莊烈王后   | 李元翼、申欽、金瑬、李貴、申景禛、李曙、綾原大君   |
| 第9室  | 孝宗大王   | 仁宣王后   | 金尚憲、金集、宋時烈、麟坪大君、閔鼎重、閔維重     |
| 第10室 | 顯宗大王   | 明聖王后   | 鄭太和、金佐明、金壽恆、金萬基                     |
| 第11室 | 肅宗大王   | 仁敬王后   | 南九萬、朴世采、尹趾完、崔錫鼎、金錫胄、金萬重     |
| 第11室 | 肅宗大王   | 仁顯王后   | 南九萬、朴世采、尹趾完、崔錫鼎、金錫胄、金萬重     |
| 第11室 | 肅宗大王   | 仁元王后   | 南九萬、朴世采、尹趾完、崔錫鼎、金錫胄、金萬重     |
| 第12室 | 英祖大王   | 貞聖王后   | 金昌集、崔奎瑞、閔鎮遠、趙文命、金在魯             |
| 第12室 | 英祖大王   | 貞純王后   | 金昌集、崔奎瑞、閔鎮遠、趙文命、金在魯             |
| 第13室 | 正祖宣皇帝 | 孝懿宣皇后 | 金鍾秀、俞彥鎬、金祖淳                             |
| 第14室 | 純祖肅皇帝 | 純元肅皇后 | 李時秀、金載瓚、金履喬、趙得永、南延君、趙萬永     |
| 第15室 | 文祖翼皇帝 | 神貞翼皇后 | 南公轍、金鏴、趙秉龜                               |
| 第16室 | 憲宗成皇帝 | 孝顯成皇后 | 李相璜、趙寅永                                     |
| 第16室 | 憲宗成皇帝 | 孝定成皇后 | 李相璜、趙寅永                                     |
| 第17室 | 哲宗章皇帝 | 哲仁章皇后 | 金洙根、李憲球、益平君                             |
| 第18室 | 高宗太皇帝 | 明成太皇后 | 閔泳煥、朴珪壽、申應朝、李敦宇                     |
| 第19室 | 純宗孝皇帝 | 純明孝皇后 | 徐正淳、宋近洙、金炳始、李耕稙                     |
| 第19室 | 純宗孝皇帝 | 純貞孝皇后 | 徐正淳、宋近洙、金炳始、李耕稙                     |

### 永寧殿

#### 正中
| 廟室  | 王       | 王后     |
| ----- | -------- | -------- |
| 第1室 | 穆祖大王 | 孝恭王后 |
| 第2室 | 翼祖大王 | 貞淑王后 |
| 第3室 | 度祖大王 | 敬順王后 |
| 第4室 | 桓祖大王 | 懿惠王后 |

#### 西夾
| 廟室   | 王       | 王后     | 配享功臣       |
| ------ | -------- | -------- | -------------- |
| 第5室  | 定宗大王 | 定安王后 | 益安大君       |
| 第6室  | 文宗大王 | 顯德王后 | 河演           |
| 第7室  | 端宗大王 | 定順王后 | 成三問、朴彭年 |
| 第8室  | 德宗大王 | 昭惠王后 |                |
| 第9室  | 睿宗大王 | 章順王后 | 朴元亨         |
| 第9室  | 睿宗大王 | 安順王后 | 朴元亨         |
| 第10室 | 仁宗大王 | 仁聖王后 | 洪彥弼、金安國 |

#### 東夾
| 廟室   | 王/皇太子  | 王后/皇太子妃 | 配享功臣       |
| ------ | ---------- | ------------- | -------------- |
| 第11室 | 明宗大王   | 仁順王后      | 沈連源、李彥迪 |
| 第12室 | 元宗大王   | 仁獻王后      |                |
| 第13室 | 景宗大王   | 端懿王后      | 李濡、閔鎮厚   |
| 第13室 | 景宗大王   | 宣懿王后      | 李濡、閔鎮厚   |
| 第14室 | 真宗昭皇帝 | 孝純昭皇后    |                |
| 第15室 | 莊祖懿皇帝 | 獻敬懿皇后    | 閔百祥、李宗城 |
| 第16室 | 懿愍皇太子 | 懿愍皇太子妃  |                |

## 宗庙祭礼和宗庙祭礼乐

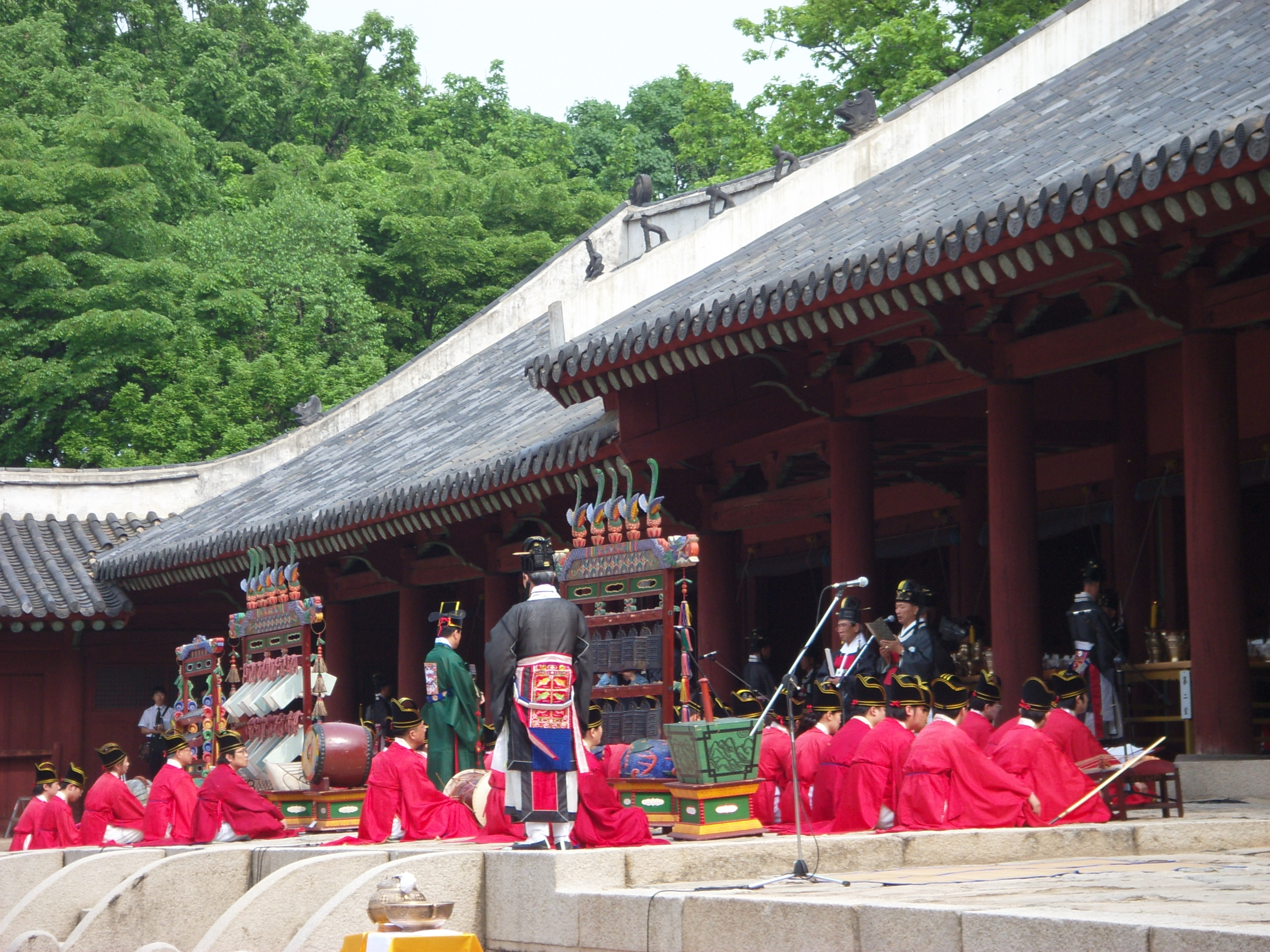
宗庙祭礼

宗庙每年在5月份的第一个星期天举行祭祀朝鲜王朝君主和王妃的儒教仪式——宗庙祭礼。
宗庙祭礼的音乐是朝鲜宫廷音乐的一种，这种祭礼乐源于朝鲜世宗时宫中宴会所用《保太平》和《定大业》，在世宗10年（1464年）补充祭礼所需乐曲，并正式被定为宗庙祭礼乐。此后，经壬辰倭乱和丙子胡乱，宗庙祭礼乐一度被削弱或中断，但在英祖时期经一些变化，传承至今。宗庙祭礼乐，在举行祭礼过程中按程序用不同乐器演奏《保太平》和《定大业》11曲。 在正殿前台阶上（上月台）演奏无词乐曲的乐队称「登歌曲」；在台阶下（下月台）演奏有词乐曲的乐队称「轩架」。不同时期的乐器编配有所变化，一直传承至今。
《保太平》和《定大业》简洁、有力，其内容为赞颂建立伟大国家并使其发展的国王之功德。在演奏祭礼乐的过程中还有表现文治和武功的舞蹈「文舞」和「武舞」的表演。「文舞」颂扬历代先王们的文德，舞者则伴着《保太平》之乐，左手持笛、右手持带羽毛的长笛；武舞是赞颂先王们武德的舞蹈，舞者伴着《定大业》之乐，手持木制剑和枪、弓、箭。
在宗庙祭礼乐中，主旋律是打击乐，外加长笛、竹笛、奚琴、雅筝等管弦乐器的装饰性旋律。在此基础上还有长鼓、锣、太平箫等乐器增添更多样的曲调，加之伴唱，其浓重和动听都远远胜过其他任何音乐。 
宗庙祭礼和宗庙祭礼乐分别被指定为重要无形文化遗产第56号和第1号，保存和传承下来。2001年，宗庙祭礼和宗庙祭礼乐被联合国教科文组织列入人类非物质文化遗产代表作名录。

## 交通
宗廟的入口位於鍾路區鍾路155號。與其鄰近的地鐵站是:
- 鐘路3街站（1號線第130號站、3號線第329號站、5號線第534號站））